# Parafia św. Jana Chrzciciela w Waszyngtonie
Parafia św. Jana Chrzciciela – prawosławna parafia w Waszyngtonie, w eparchii wschodnioamerykańskiej i nowojorskiej Rosyjskiego Kościoła Prawosławnego poza granicami Rosji.
Jest to parafia etnicznie rosyjska, założona przez emigrantów przybyłych do Stanów Zjednoczonych po II wojnie światowej.